# Machaho
Machaho è un film del 1995 diretto da Belkacem Hadjadj.
Il titolo del film è un'esclamazione tradizionale che si suole ripetere all'inizio delle fiabe in Cabilia (traducibile in italiano con "c'era una volta"). Non a caso la stessa parola costituisce il titolo di una raccolta di fiabe pubblicate da Mouloud Mammeri. Infatti il soggetto del film, uno dei primi lungometraggi realizzati in lingua berbera, è simile a quello di una fiaba tradizionale, anche se il finale drammatico contrasta con il lieto fine che invece è la norma in questo genere letterario.

## Riconoscimenti
- 6º Festival del Cinema Africano, Milano 1996 (Premio del pubblico)
- 15º FESPACO (Panafrican Film and Television Festival of Ouagadougou) 1997: Belkacem Hadjadj (premio migliore attore)